# Vrouwenkiesrecht in Nieuw-Zeeland

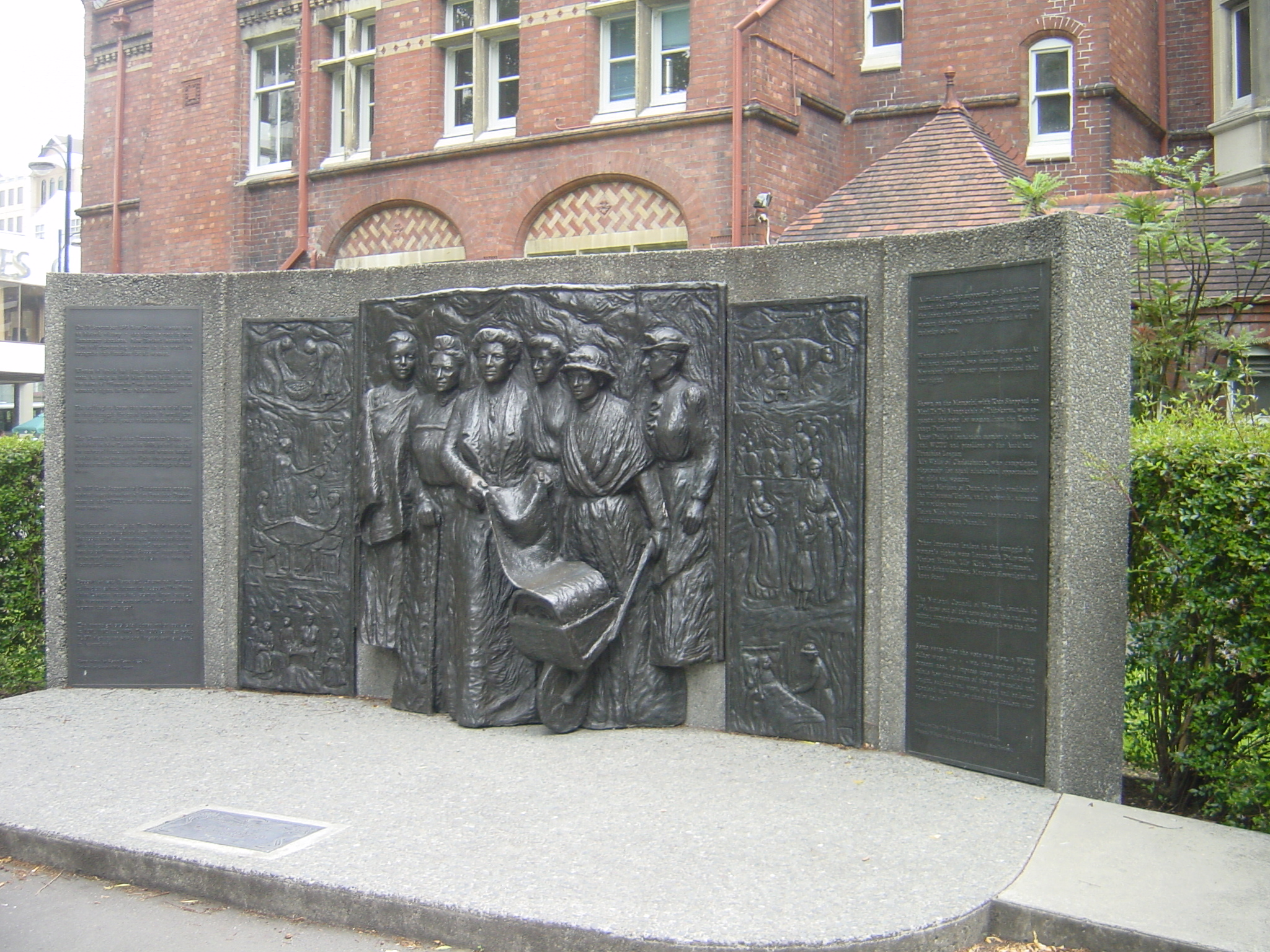
Gedenkteken Tribute to the Suffragettes, Christchurch

Gedurende de late 19e eeuw was het vrouwenkiesrecht in Nieuw-Zeeland een van de belangrijkste politieke kwesties. Van alle (toenmalige) onafhankelijke landen, was Nieuw-Zeeland het eerste land ter wereld waar vrouwen mochten stemmen.
Het besluit dat toelating verzorgde voor vrouwen om te mogen stemmen en opkomen tijdens verkiezingen, verkreeg een koninklijke bekrachtiging op 19 september 1893. Zo konden vrouwen voor het eerst stemmen tijdens de verkiezingen van 28 november 1893. In datzelfde jaar werd Elizabeth Yates ook burgemeester van Onehunga. Het was overigens de eerste keer dat een vrouw zo'n post bezette in de geschiedenis van het Britse Rijk.

## Geschiedenis
Het vrouwenkiesrecht werd in Nieuw-Zeeland toegelaten na ongeveer twee decennia van campagnes, georganiseerd door vrouwen als Kate Sheppard en Mary Ann Müller. Ook organisaties zoals de Nieuw-Zeelandse tak van de WCTU (Woman's Christian Temperance Union), onder leiding van Anne Ward, streden mee. Zij vonden dat het vrouwenkiesrecht de moraal van de politiek zou verhogen. Tegenstanders argumenteerden dat politiek niet was weggelegd voor vrouwen, daar zij dienden te zorgen voor het huishouden van hun gezin. Het gezin zou dus verwaarloosd worden wanneer de vrouw niet meer thuis was. Voorstanders zeiden dan weer dat vrouwenkiesrecht de bescherming en de ontwikkeling van gezinnen juist zou bevorderen.
Vanaf 1887 werden de eerste echte pogingen ondernomen om vrouwen kiesrecht te geven. Het duurde echter nog 6 jaar, tot in 1893, eer de bevolking het idee aanzienlijk steun bood. Uiteindelijk werd het wetsvoorstel aangenomen door het Lagerhuis met een grote meerderheid.
De Wetgevende Raad (het Hogerhuis) reageerde eerder verdeeld op de kwestie, maar toen premier Richard Seddon (tegenstander) een lid van de Liberale Partij overhaalde zijn stem te veranderen, waren twee andere raadsleden zodanig geïrriteerd dat ook zij hun stem veranderden. Zo werd het voorstel toch goedgekeurd met 20 stemmen tegen 18 in het Hogerhuis.